# Cholo Blanco
Alfredo Blanco Rodríguez (Pontevedra, España, 7 de agosto de 1944), conocido como Cholo, es un exfutbolista español que se desempeñaba como defensa.

## Clubes
| Club                         | País   | Año       |
| ---------------------------- | ------ | --------- |
| Fabril Deportivo             | España | 1964-1966 |
| U. P. Langreo                | España | 1966-1967 |
| R. C. Deportivo de La Coruña | España | 1968-1974 |